# Bill Napier (klarinettist)
Bill Napier (eigenlijke naam James William Asbury, Asheville, North Carolina, 1926 - Hayward (Californië), 30 april 2003) was een Amerikaanse klarinettist in de dixieland.

## Biografie
Napier begon op zijn twaalfde klarinet te spelen, een jaar later ontdekte hij de jazz. In de jaren 40 trok hij naar San Francisco, waar hij werkte in de dixieland-scene. In 1950 maakte hij zijn eerste opnamen, met Turk Murphy's band. In de jaren erna speelde hij o.a. bij Bob Mielke's Bearcats, Bob Scobey's Frisco Band, Gene Mayl's Dixieland Rhythm Kings (Jazz in Retrospect, Riverside 1958) en met Clancy Hayes. In 1961 toerde Napier met de Basketball Road Show van de Harlem Globetrotters in Europa. In 1976 trad hij met de New Bay City Jazzband op tijdens het zesde Breda Jazz Festival. In de jaren 70 en 80 speelde hij in de Magnolia Jazz Band, Golden Age Jazz Band, de Dick Oxtot Band en Bob Schulz and His Frisco Jazz Band. In 1994 maakte hij live-opnamen met een trio met Larry Scala en Robbie Schlosser. In de jazz speelde hij tussen 1950 en 1999 mee op 46 opnamesessies. Zijn stijl was beïnvloed door Omer Simeon, Jimmie Noone en Jimmy Dorsey.
Bill Napier moet niet verward worden met de mandolinespeler Bill Napier (1935–2000) of de Schotse wetenschapper Bill Napier.